# Alchemilla wischnewskii
Alchemilla wischnewskii é uma espécie de rosácea do gênero Alchemilla, pertencente à família Rosaceae.